# Friedrich Vogt (Politiker, 1852)

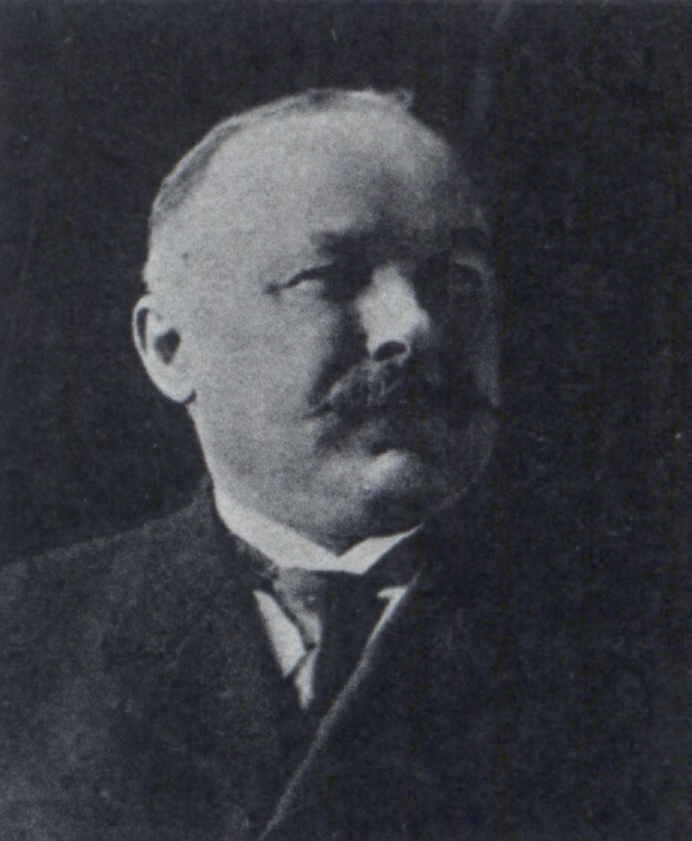
Friedrich Vogt als Reichstagsabgeordneter 1912

Friedrich Vogt (* 8. Februar 1852 in Büttelbronn; † 11. Mai 1935 ebenda) war ein Gutsbesitzer, Schultheiß und Mitglied des Deutschen Reichstags.

## Leben
Vogt besuchte die Volksschule und später die landwirtschaftliche Akademie in Worms (Dr. Scheider). Er diente vom 1. Januar 1873 bis Ende August 1874 im 5. Württembergischen Infanterie-Regiment König Karl. Seit August 1882 war er Schultheiß in Büttelbronn, Gemeinde Steinbach und zeitweise auch Amtsversammlungs-Deputierter des Oberamts Künzelsau.
Von 1903 bis 1918 war er Mitglied des Deutschen Reichstags für den Wahlkreis Württemberg 12 (Gerabronn, Crailsheim, Mergentheim, Künzelsau). Er war Mitglied des Bundes der Landwirte und gehörte im Reichstag folgenden Fraktionen an: Wirtschaftliche Vereinigung, Bund der Landwirte und Deutschkonservative Partei. Ab 1912 bis zum Ende der Monarchie war er Mitglied in der Zweiten Kammer der Württembergischen Landstände und vertrat den Wahlkreis Mergentheim. Von 1919 bis 1920 besaß er ein Mandat in der Verfassunggebenden Landesversammlung für den Württembergischen Bauern- und Weingärtnerbund (WBWB). Von 1920 bis 1924 gehörte er erneut dem Landtag in Stuttgart an.